# 西阿巴嘎西阿巴哈纳尔联合旗
西阿巴嘎西阿巴哈纳尔联合旗，中华人民共和国旧旗名。
1950年以西阿巴嘎旗、西阿巴哈纳尔旗两旗合置。治所在今内蒙古自治区锡林郭勒盟阿巴嘎旗罕布音庙。1952年与西阿巴嘎东阿巴哈纳尔西浩济特联合旗合并为西部联合旗。 